# Ava Gardner
Ava Lavinia Gardner (Grabtown, 24 dicembre 1922 – Londra, 25 gennaio 1990) è stata un'attrice statunitense.
Tra le più grandi e celebri dive dell'epoca d'oro di Hollywood, fu nota tra gli anni quaranta e gli anni sessanta per la sua bellezza, tanto che venne soprannominata all'epoca "l'animale più bello del mondo". 
L'American Film Institute ha inserito la Gardner al venticinquesimo posto tra le più grandi star della storia del cinema.

## Biografia
Di origini inglesi, Ava Gardner era l'ultima dei sette figli di Jonas Bailey Gardner (1878-1938) e Mary Elizabeth Baker (1883-1943), poveri agricoltori di Grabtown, un piccolo centro della Carolina del Nord. Ebbe un'infanzia particolarmente disagiata e fu costretta a diversi traslochi. La sua fortuna ebbe inizio nel 1941 quando, in occasione di una visita alla sorella che si era già sposata e viveva a New York, posò per il cognato e una delle sue fotografie, collocata nella vetrina di un negozio, venne notata da un talent scout della MGM. Poco dopo riuscì a fare un provino, ma muto a causa del suo marcato accento del sud, ed ottenne un primo contratto in seguito al quale decise di trasferirsi a Hollywood. Nel 1942 sposò l'attore Mickey Rooney, da cui divorziò l'anno successivo.

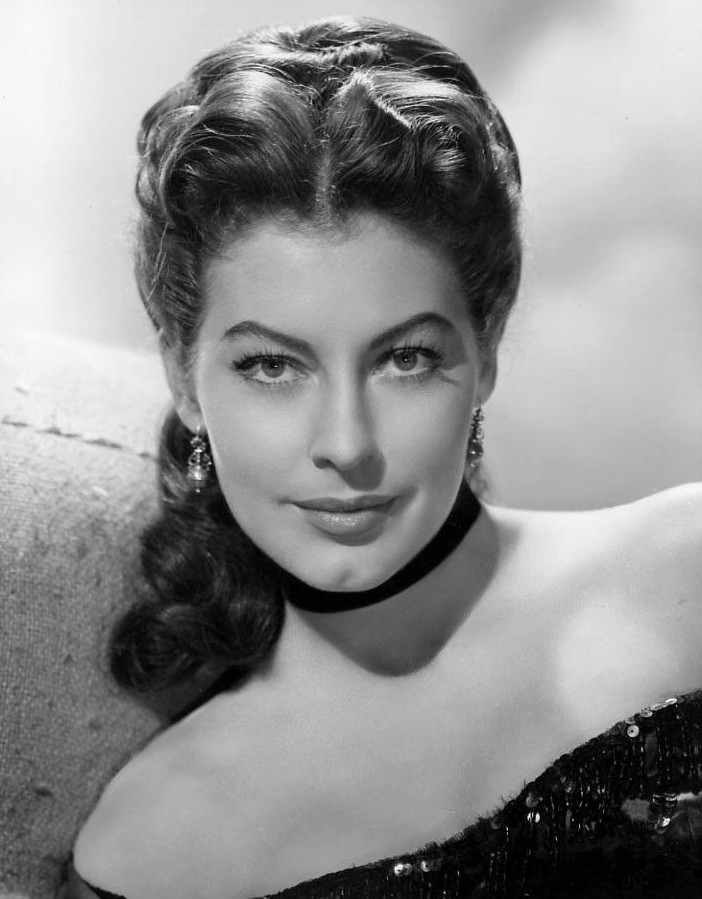
Ava Gardner nel film Show Boat (1951)

Dopo avere seguito corsi di dizione e di recitazione, soprattutto su spinta dei produttori, ed essere apparsa in alcuni brevi ruoli non accreditati, attirò l'attenzione del pubblico e, per la prima volta, della critica con il film I gangsters (1946) di Robert Siodmak, ove recitava accanto all'esordiente Burt Lancaster. La buona prova in questa pellicola le diede la possibilità di apparire accanto ad alcuni dei maggiori divi dell'epoca, come Clark Gable in I trafficanti (1947) di Jack Conway, Fred MacMurray in Singapore (1947) di John Brahm, Robert Taylor in Corruzione (1949) di Robert Z. Leonard, Gregory Peck in Il grande peccatore (1949) di Robert Siodmak, James Mason in I marciapiedi di New York (1949) di Mervyn LeRoy. Divorziata nel 1946 dal suo secondo marito, il clarinettista Artie Shaw, nel 1951 sposò il cantante e attore Frank Sinatra, che aveva conosciuto nel 1948 mentre stava girando il film Il bacio di Venere di William A. Seiter. Fu un'unione burrascosa, che terminò ufficialmente nel 1956 con il divorzio, ma che provocò molto scalpore e con strascichi anche negli anni successivi. 

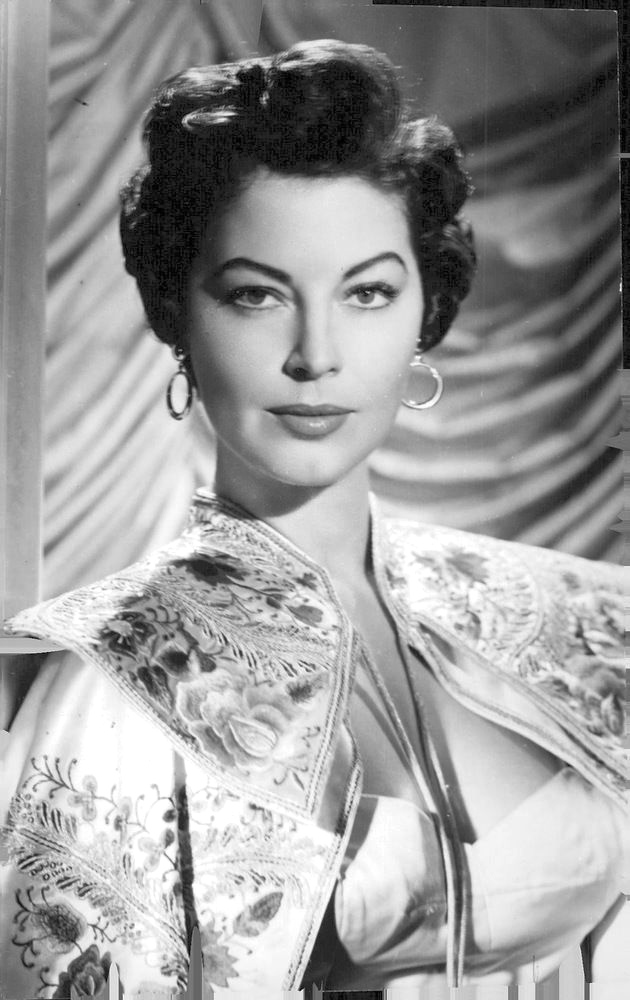
Ava Gardner nel 1954

Attrice di straordinaria bellezza e dalla spiccata personalità, seppe in genere dosare il fascino e il talento di interprete, anche se forse, come pubblicamente dichiarato da lei stessa, non venne sempre valorizzata dai registi e soprattutto dalla casa produttrice MGM, con cui rimase a lungo sotto contratto. Negli anni cinquanta interpretò soprattutto ruoli da femme fatale, come nei film Voglio essere tua (1951) di Robert Stevenson, con Robert Mitchum, Pandora (1951) di Albert Lewin ancora insieme a James Mason, e Show Boat (1951) di George Sidney, ove, sia pure doppiata, ebbe anche l'occasione di cantare. Nel 1952 venne apprezzata la sua partecipazione al film Le nevi del Chilimangiaro (1952) di Henry King, tratto dal racconto omonimo di Ernest Hemingway e nel quale ritrovò Gregory Peck. Recitò ancora con Clark Gable e la giovane Grace Kelly nel film Mogambo (1953) di John Ford, per il quale la Gardner ottenne la sua unica candidatura all'Oscar alla miglior attrice.
Nel 1953 si trasferì in Italia, subentrando a Rita Hayworth nel ruolo di Maria Vargas nel film La contessa scalza di Joseph L. Mankiewicz, in cui offrì forse la sua migliore interpretazione, accanto a Humphrey Bogart, Rossano Brazzi e Valentina Cortese. Dopo un'ottima prova anche in Sangue misto (1956) di George Cukor, accanto a Stewart Granger, l'attrice prese parte alla commedia La capannina (1957) di Mark Robson, che ebbe poco successo ma che le fece ritrovare il collega italiano Walter Chiari, conosciuto già a Roma qualche anno prima e con il quale ebbe una relazione seguita con particolare accanimento dalla stampa rosa dell'epoca. Sempre nel 1957 apparve in Il sole sorgerà ancora di Henry King, tratto anche questo da un romanzo di Ernest Hemingway, ove recitò accanto a Tyrone Power.

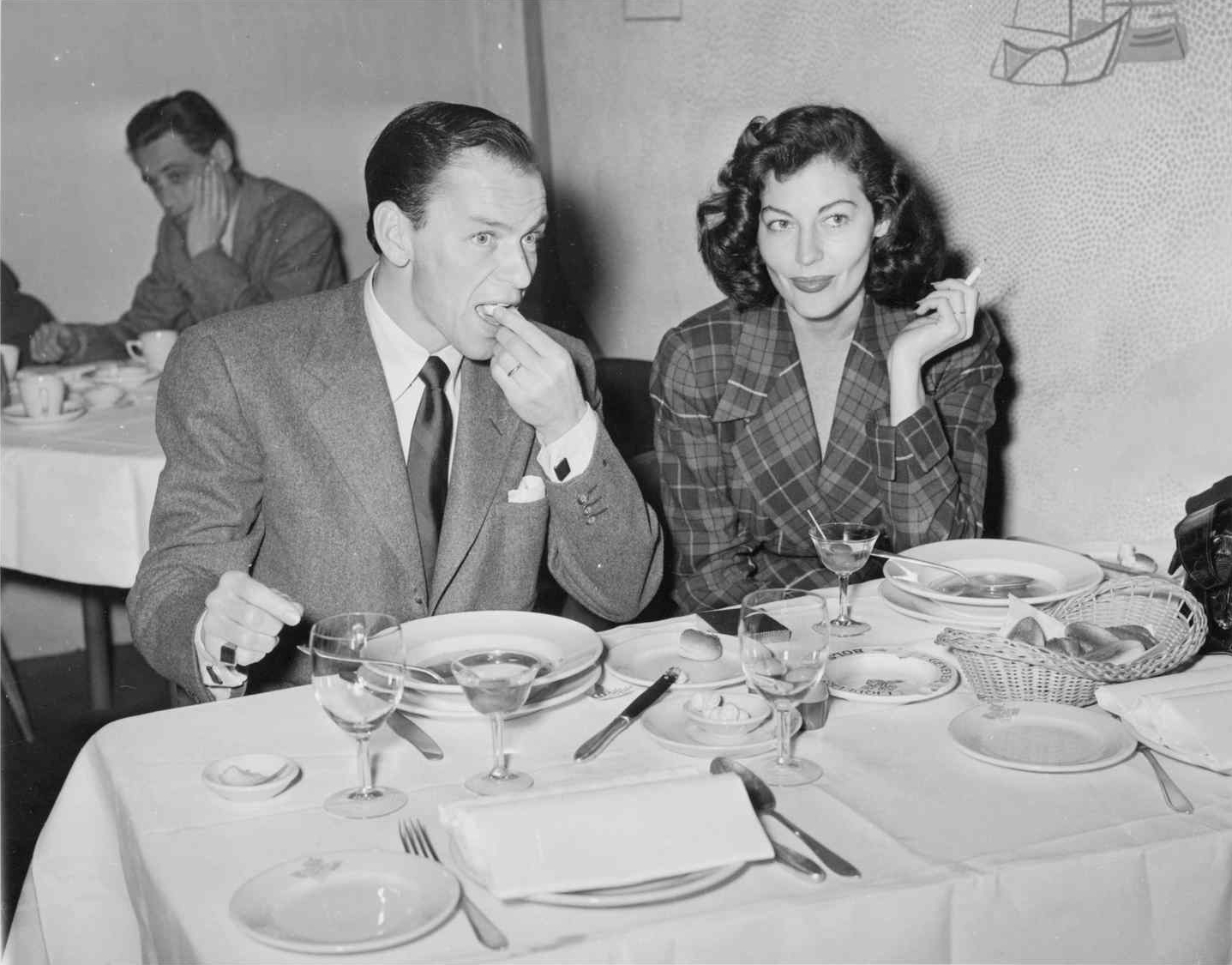
Ava Gardner e Frank Sinatra nel 1951

Verso la fine degli anni cinquanta la bellezza della Gardner iniziò a sfiorire prematuramente, anche a causa di una vita piuttosto sregolata e dell'alcolismo. Invitata dal noto torero Luis Miguel Dominguín, con il quale ebbe una breve relazione, partecipò a una corrida a Madrid, ove si era trasferita sin dal 1955, e fu colpita con un calcio da un toro. L'episodio, che suscitò molto clamore, la costrinse a lunghe cure ospedaliere e le lasciò un segno permanente sulla guancia, sia pure ben camuffato dai fotografi e truccatori di Hollywood. Di questo periodo sono La maja desnuda (1958) di Henry Koster, L'ultima spiaggia (1959) di Stanley Kramer, ove per l'ultima volta recitò accanto a Gregory Peck, e La sposa bella (1960) di Nunnally Johnson. Negli anni seguenti soltanto John Huston seppe valorizzarla al meglio ed anche in ruoli sorprendenti: La notte dell'iguana (1964), tratto dall'omonimo dramma di Tennessee Williams e girato in buon parte in Messico, è considerato dalla critica l'ultimo vero film da grande protagonista della Gardner, che grazie al ruolo di Maxine Faulk ottenne una candidatura al Golden Globe; in La Bibbia (1966) interpretò il ruolo della biblica Sara e sul set conobbe l'attore George C. Scott, con il quale ebbe una breve ma turbolenta relazione. L'attrice diede prova del suo talento anche nel kolossal 55 giorni a Pechino (1963) di Nicholas Ray, ove recitò accanto a Charlton Heston e David Niven, e in Sette giorni a maggio (1964) di John Frankenheimer, di nuovo al fianco di Lancaster.

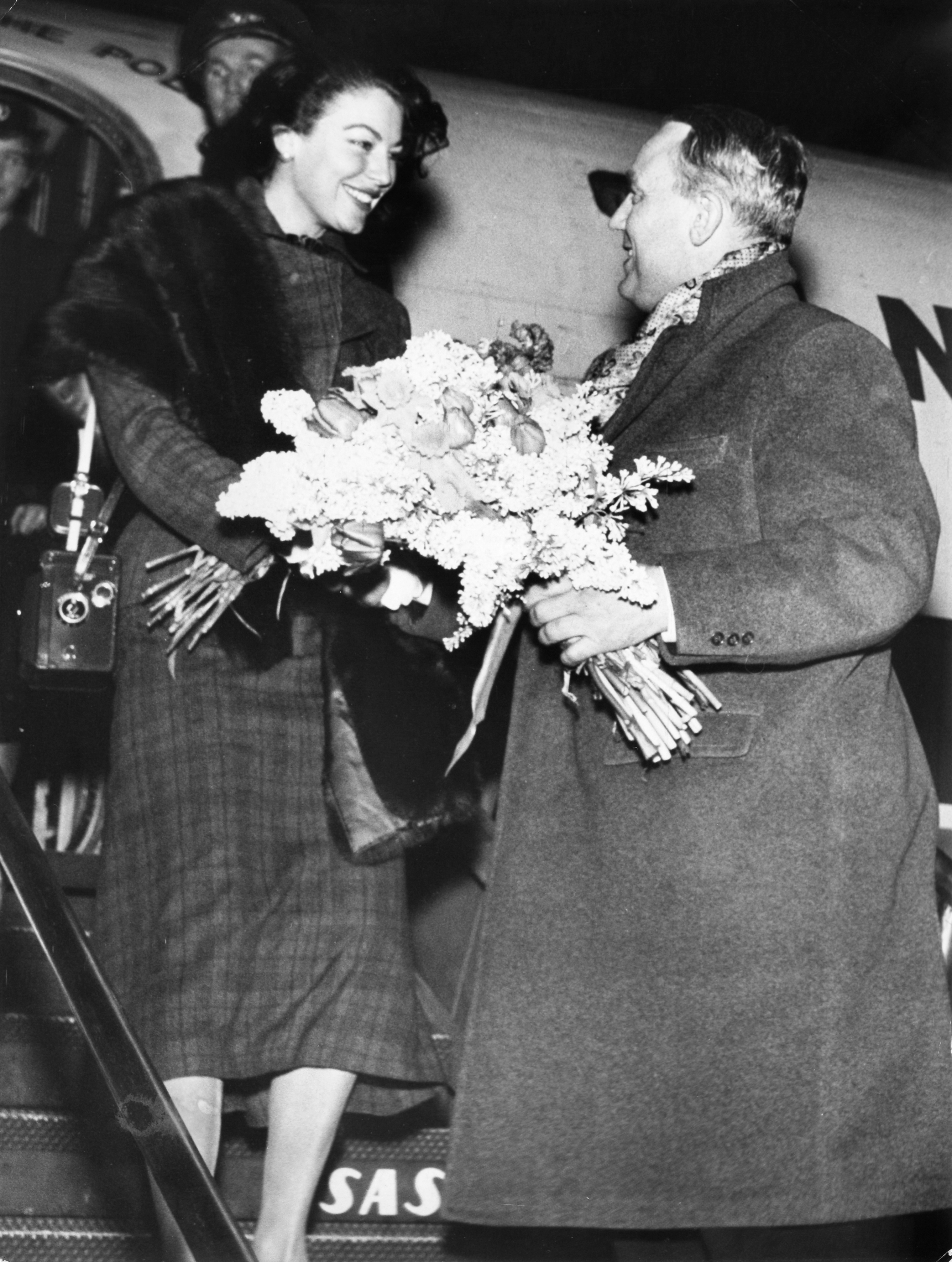
Ava Gardner accolta all'aeroporto di Copenaghen nel 1955

Nel 1968 lasciò Madrid per trasferirsi definitivamente a Londra, ove iniziò a condurre una vita molto più ritirata, lontana da una Hollywood che peraltro stava rapidamente rinnovandosi. Pare che nel 1967 l'attrice avesse mostrato molto interesse per l'ambìto e 'scabroso' ruolo di Mrs. Robinson nel film Il laureato e che, in occasione di un incontro con il giovane regista Mike Nichols, avesse dichiarato che avrebbe fatto qualsiasi cosa tranne che spogliarsi; questi però, in accordo con la produzione e dopo avere ricevuto il netto rifiuto anche di Doris Day, scelse Anne Bancroft. Nel 1968 affiancò Omar Sharif, Catherine Deneuve e James Mason nel film in costume Mayerling di Terence Young.
Nei primi anni settanta prese parte ad alcuni film di successo: venne diretta ancora da John Huston nel western nostalgico L'uomo dai 7 capestri (1972) accanto a Paul Newman e Jacqueline Bisset, ove apparve solo verso il finale nel ruolo della leggendaria cantante Lillie Langtry; recitò poi in due film catastrofici, genere in voga in quegli anni, ossia Terremoto (1974) di Mark Robson, accanto a Charlton Heston, e Cassandra Crossing (1976) di George Pan Cosmatos, con un cast internazionale comprendente Sophia Loren e Richard Harris; fu poi diretta nuovamente da George Cukor in Il giardino della felicità (1976), ove affiancò Elizabeth Taylor e Jane Fonda. Dopo una breve apparizione nell'horror Sentinel (1977) di Michael Winner, recitò ancora in un film di genere catastrofico, Città in fiamme (1979) di Alvin Rakoff, al fianco di Henry Fonda e Shelley Winters.
Tra la fine degli anni settanta e la prima metà del decennio seguente la Gardner limitò sensibilmente le sue apparizioni in pubblico e partecipò in maniera sporadica a produzioni cinematografiche e televisive - tra cui la miniserie A.D. - Anno Domini (1985) di Stuart Cooper - ma nelle quali, sia pure in età matura e in ruoli secondari, ebbe la possibilità di mostrare ancora il suo leggendario fascino. Apparve per l'ultima volta al cinema nel 1982, e in un film per la televisione nel 1986.
Ava Gardner morì a Londra nel 1990, all'età di 67 anni, per le conseguenze di una polmonite, poco dopo aver ultimato il suo libro autobiografico dal titolo Ava Gardner: The Secret Conversations (pubblicato però negli Stati Uniti solo nel luglio 2013), ricco di aneddoti e rivelazioni sulla sua esistenza irrequieta, i tanti amanti e il rapporto non sempre facile con Hollywood. Nel 1992 la cittadina spagnola di Tossa de Mar in Catalogna, dove nel 1951 fu in parte girato il film Pandora, dedicò alla Gardner una statua in bronzo a grandezza naturale.

### Opinioni politiche e religiose
Nonostante l'educazione cristiana ricevuta nei primi anni di vita, nell'età adulta Ava Gardner si dichiarò atea. Secondo quanto dichiarato dai suoi biografi e da lei stessa nella sua autobiografia Ava: la mia storia, la religione non ha mai svolto un ruolo positivo nella sua vita. La sua amica Zoe Sallis, che l'ha incontrata sul set del film La Bibbia quando l'attrice conviveva con John Huston a Puerto Vallarta, ha dichiarato che Gardner sembrava sempre indifferente alla religione. Quando Sallis le fece una domanda della religione, la diva rispose semplicemente: "Non esiste".
Un fattore che ha contribuito a questa sua opinione fu la morte del padre di Ava in gioventù: «Potevo vedere la paura nei suoi occhi quando sorrideva. Andai a cercare il predicatore, lo stesso che mi aveva battezzata. Lo implorai di venire a visitare papà, solo per parlargli, sai? Dargli una benedizione o qualcosa del genere. Ma non l'ha mai fatto. Non è mai venuto. Dio, l'ho odiato. I bastardi come quello dovrebbero… non lo so… dovrebbero occuparsi di altro, nella vita. Dopo, non ho avuto tempo per la religione. Non ho mai pregato. Non ho mai recitato nessuna preghiera».
Per quanto concerne la politica, Gardner fu sempre un'elettrice democratica e sostenne pubblicamente Adlai Stevenson II durante le elezioni presidenziali del 1952. Gardner è stata una convinta sostenitrice dei diritti civili per gli afro-americani per tutta la vita. Da bambina cresciuta nella Carolina del Nord, si sedette spesso accanto a bambini afroamericani nei cinema segregazionisti. La sua assistente personale, Rene Jordan, era afro-americana e Gardner la portò spesso in club riservati ai bianchi. Appoggiò Henry A. Wallace del Partito Progressista, il cui programma elettorale nelle elezioni presidenziali del 1948 auspicava l'uguaglianza e la desegregazione razziale. Nell'agosto del 1968, Ava Gardner divenne membro della National Association for the Advancement of Colored People.

## Filmografia

### Cinema
- L'ombra dell'uomo ombra (Shadow of the Thin Man), regia di W. S. Van Dyke (1941) - non accreditata
- Il molto onorevole Mr. Pulham (H.M. Pulham, Esq.), regia di King Vidor (1941) - non accreditata
- I ragazzi di Broadway (Babes on Broadway), regia di Busby Berkeley (1941) - non accreditata, non confermata
- Un americano qualunque (Joe Smith - American), regia di Richard Thorpe (1942) - non accreditata
- This Time for Keeps, regia di Charles Reisner (1942) - non accreditata
- Delitto al microscopio (Kid Glove Killer), regia di Fred Zinnemann (1942) - non accreditata
- Sunday Punch, regia di David Miller (1942) - non accreditata
- Calling Dr. Gillespie, regia di Harold S. Bucquet (1942) - non accreditata
- La grande fiamma (Reunion in France), regia di Jules Dassin (1942) - non accreditata
- Young Ideas, regia di Jules Dassin (1943) - non accreditata
- Il pazzo di Hitler (Hitler's Madman), regia di Douglas Sirk (1943) - non accreditata
- Spettri all'arrembaggio (Ghosts on the Loose), regia di William Beaudine (1943)
- Mademoiselle du Barry (Du Barry Was a Lady), regia di Roy Del Ruth (1943) - non accreditata
- Swing Fever, regia di Tim Whelan (1943) - non accreditata
- L'angelo perduto (Lost Angel), regia di Roy Rowland - non accreditata (1943)
- Due ragazze e un marinaio (Two Girls and a Sailor), regia di Richard Thorpe - non accreditata (1944)
- Three Men in White, regia di Willis Goldbeck (1944)
- Maisie Goes to Reno, regia di Harry Beaumont (1944)
- Blonde Fever, regia di Richard Whorf - non accreditata (1944)
- La giocatrice (She Went to the Races), regia di Willis Goldbeck (1945)
- Sangue all'alba (Whistle Stop), regia di Léonide Moguy (1946)
- I gangsters (The Killers), regia di Robert Siodmak (1946)
- Singapore, regia di John Brahm (1947)
- I trafficanti (The Hucksters), regia di Jack Conway (1947)
- Il bacio di Venere (One Touch of Venus), regia di William A. Seiter (1948)
- Corruzione (The Bribe), regia di Robert Z. Leonard (1949)
- Il grande peccatore (The Great Sinner), regia di Robert Siodmak (1949)
- I marciapiedi di New York (East Side, West Side), regia di Mervyn LeRoy (1949)
- Pandora (Pandora and the Flying Dutchman), regia di Albert Lewin (1951)
- Show Boat, regia di George Sidney (1951)
- Voglio essere tua (My Forbidden Past), regia di Robert Stevenson (1951)
- Stella solitaria (Lone Star), regia di Vincent Sherman (1952)
- Le nevi del Chilimangiaro (The Snows of Kilimanjaro), regia di Henry King (1952)
- I cavalieri della tavola rotonda (Knights of the Round Table), regia di Richard Thorpe (1953)
- Cavalca vaquero! (Ride, Vaquero!), regia di John Farrow (1953)
- Mogambo, regia di John Ford (1953)
- Spettacolo di varietà (The Band Wagon), regia di Vincente Minnelli (1953) - cameo non accreditato
- La contessa scalza (The Barefoot Contessa), regia di Joseph L. Mankiewicz (1954)
- Sangue misto (Bhowani Junction), regia di George Cukor (1956)
- La capannina (The Little Hut), regia di Mark Robson (1957)
- Il sole sorgerà ancora (The Sun Also Rises), regia di Henry King (1957)
- La maja desnuda (The Naked Maja), regia di Henry Koster (1958)
- L'ultima spiaggia (On the Beach), regia di Stanley Kramer (1959)
- La sposa bella (The Angel Wore Red), regia di Nunnally Johnson (1960)
- 55 giorni a Pechino (55 Days at Peking), regia di Nicholas Ray (1963)
- 7 giorni a maggio (Seven Days in May), regia di John Frankenheimer (1964)
- La notte dell'iguana (The Night of the Iguana), regia di John Huston (1964)
- La Bibbia (The Bible: In The Beginning), regia di John Huston (1966)
- Mayerling, regia di Terence Young (1968)
- Sapore di donna (Tam-Lin), regia di Roddy McDowall (1970)
- L'uomo dai 7 capestri (The Life and Times of Judge Roy Bean), regia di John Huston (1972)
- Terremoto (Earthquake), regia di Mark Robson (1974)
- C.I.A. Criminal International Agency sezione sterminio (Permission to Kill), regia di Cyril Frankel (1975)
- Il giardino della felicità (The Blue Bird), regia di George Cukor (1976)
- Cassandra Crossing (The Cassandra Crossing), regia di George Pan Cosmatos (1976)
- Sentinel (The Sentinel), regia di Michael Winner (1977)
- Città in fiamme (City on Fire), regia di Alvin Rakoff (1979)
- Rapimento di un presidente (The Kidnapping of the President), regia di George Mendeluk (1980)
- Priest of Love, regia di Christopher Miles (1981)
- Regina Roma, regia di Jean-Yves Prate (1983)

#### Cortometraggi
- Fancy Answers, regia di Basil Wrangell (1941) - non accreditata
- Strange Testament, regia di Sammy Lee (1941) - non accreditata
- We Do It Because, regia di Basil Wrangell (1942) - non accreditata
- Mighty Lak a Goat, regia di Herbert Glazer (1942)
- I'm a Civilian Here Myself, regia di Harry Joe Brown - non accreditata (1945)

### Televisione
- A.D. - Anno Domini (A.D.), regia di Stuart Cooper – miniserie TV (1985)
- California (Knots Landing) – serie TV, 7 episodi (1985)
- La lunga estate calda (The Long Hot Summer), regia di Stuart Cooper – miniserie TV (1985)
- Harem, regia di William Hale – film TV (1986)
- Maggie, regia di Waris Hussein – film TV (1986)

## Riconoscimenti
- Premio Oscar
  - 1954 – Candidatura alla miglior attrice per Mogambo
- Golden Globe
  - 1964 – Candidatura alla miglior attrice in un film drammatico per La notte dell'iguana
- BAFTA
  - 1957 – Candidatura alla migliore attrice protagonista straniera per Sangue misto
  - 1960 – Candidatura alla migliore attrice protagonista straniera per L'ultima spiaggia
  - 1965 – Candidatura alla migliore attrice protagonista straniera per La notte dell'iguana
- Festival internazionale del cinema di San Sebastián
  - 1964 – Concha de Plata alla migliore attrice per La notte dell'iguana
- Hollywood Walk of Fame
  - 1960 – Stella
- New York Film Critics Circle Awards
  - 1953 – Candidatura alla miglior attrice protagonista per Mogambo

## Doppiatrici italiane
Nelle versioni in italiano dei suoi film, Ava Gardner è stata doppiata da:
- Rosetta Calavetta in Il grande peccatore, Voglio essere tua, Stella solitaria, I cavalieri della Tavola Rotonda, Cavalca vaquero!, Mogambo, Spettacolo di varietà, La contessa scalza, Sangue misto, La capannina, Il sole sorgerà ancora, L'ultima spiaggia, La notte dell'iguana
- Dhia Cristiani in Sangue all'alba, I trafficanti, I marciapiedi di New York, Show Boat, Le nevi del Chilimangiaro
- Lydia Simoneschi in Corruzione, Pandora, La maja desnuda, La sposa bella, 7 giorni a Maggio
- Benita Martini in La Bibbia, Mayerling, L'uomo dai 7 capestri, Terremoto, Città in fiamme
- Gabriella Genta in 55 giorni a Pechino, A.D. - Anno Domini, La lunga estate calda
- Anna Miserocchi in Il giardino della felicità, Cassandra Crossing, Harem
- Andreina Pagnani in I gangsters, Singapore
- Noemi Gifuni in Sentinel
- Renata Bertolas in Sangue all'alba (ridoppiaggio)
- Melina Martello in Pandora (ridoppiaggio)
- Laura Boccanera in Show Boat (ridoppiaggio)